# Kristie Mewis
Kristen Anne "Kristie" Mewis, född 25 februari 1991 i Weymouth i Massachusetts, är en amerikansk fotbollsspelare.
Hon blev olympisk bronsmedaljör i fotboll vid sommarspelen 2020 i Tokyo.